# Олігодон смугастий
Олігодон смугастий (Oligodon sublineatus) — неотруйна змія з роду Олігодон родини Вужеві.

## Опис
Загальна довжина сягає 20—30 см. Голова невелика, овальної форми. Очі маленькі з круглими зіницями. Зуби пласкі, гострі, зігнуті у боки. Шийне перехоплення не виражене і голова майже не відмежована від шиї. Тулуб циліндричний, короткий. Луска гладенька, яка утворює 15 рядків навколо тіла. Черевних щитків 134–159, підхвостових — 23—39 (розділених), 1 анальний розділений щиток.
Спина рожево-світло-коричнева з дрібними темними коричневими цятками. Є також 2 бічні тонких смуг. Голова й шия мають темні плями. Темна лінія тягнеться від очей до шиї. Черевно світло-рожевого або коричневого забарвлення. Кожен черевний щиток має малюнок з 3 коричневих плям.

## Спосіб життя
Полюбляє низини, сухі рівнини, пагорби, ліси. Часто зустрічається біля житла людини. Активний уночі або вранці. Харчується дрібними рептиліями, ящірками, комахами, яйцями жаб.
Це яйцекладна змія. Самиця відкладає 2—3 яйця.

## Розповсюдження
Це ендемік о.Шрі-Ланка.